# Roland Bruynseraede
Roland Bruynseraede, född 15 oktober 1939, är en belgisk före detta idrottsledare och sportdomare.
Han inledde sin karriär inom motorsport med att vara involverad på sin fritid samtidigt som Bruynseraede arbetade för den amerikanska biltillverkaren Ford Motor Company. År 1971 blev han utsedd som chef för racerbanan Circuit Zolder i Heusden-Zolder i Belgien. År 1982 blev Bruynseraede involverad i internationell motorsport och fyra år senare fick han rollen som officiell starter och inspektör av racerbanor för Formel 1 efter att Derek Ongaro pensionerade sig. År 1988 beslutade det internationella bilsportsförbundet att göra en omorganisation inom F1 och utsåg Bruynseraede till tävlingschef och säkerhetsdelegat. På våren 1994 när F1 var i Imola i Italien och körde på Autodromo Enzo e Dino Ferrari, hela racehelgen var kaotisk. Först kraschade Rubens Barrichello allvarligt under ett träningspass på fredagen den 29 april, vilket kostade honom nästan livet. På lördagen, dagen därpå, körde Roland Ratzenberger ihjäl sig under kvalet till söndagens lopp. På söndagen omkom även Ayrton Senna, som anses vara en av tidernas bästa F1-förare, efter bara några körda varv av San Marinos Grand Prix. Efter att 1995 års säsong var färdigkörd fick Bruynseraede inte fortsätta som tävlingschef för F1 och ersattes av Roger Lane-Nott. Bruynseraede utsågs i december till tävlingschef och säkerhetsdelegat för FIA International Touring Car Series (ITC) men ITC lades dock ned efter 1996 års säsong. I och med den kaotiska racehelgen i Imola, blev han och fem andra, däribland Frank Williams, Patrick Head och Adrian Newey, åtalade i december 1996 för dråp av Senna. Bruynseraede hade, innan loppet, försäkrat om att racerbanan var säker att köra på. Året efter blev de dock frikända. År 2000 blev han tävlingschef för den återupplivade motorsportsserien Deutsche Tourenwagen Masters (DTM), en position han hade fram till maj 2007.